# Smoke Dawg
Smoke Dawg (ur. 18 listopada 1996, zm. 30 czerwca 2018) – kanadyjski raper. Członek Halal Gang, w którego skład wchodzili Mo-G, Puffy L'z i SAFE oraz grupy Full Circle. Współpracował z takimi artystami jak Skepta i French Montana.
30 czerwca 2018 roku w Toronto doszło do strzelaniny, w wyniku której dwóch mężczyzn, w tym Smoke Dawg, oraz kobieta zostali postrzeleni. Raper zmarł po przewiezieniu do szpitala.

## Działalność artystyczna
Zyskał popularność w 2015 roku, publikując piosenkę Still i remix utworu Trap House French Montany. 11 kwietnia 2017 roku pod skrzydłami wytwórni Trap King Music wydał album zatytułowany Trap Door. 25 czerwca 2018 wydał singiel Fountain Freestyle, a album Struggle Before Glory miał zostać wypuszczony jeszcze w tym roku.